# شبث بن ربعی
شبث بن ربعی (مرگ حدود ۷۰ قمری) از شخصیت‌های صدر اسلام و از سرکردگان کوفه و از طایفه بنی تمیم، ابتدا از یاران علی ابن ابی‌طالب بود. پس از آن در دوره‌های بعدی از جمله افراد مؤثر در قتل حسین بن علی و مسلم بن عوسجه و همین‌طور مختار ثقفی گردید. طبق روایاتی وی از اولین کسانی بود که حسین بن علی را به کوفه دعوت و با مسلم بن عقیل بیعت کرد؛ ولی در آخر با زور و طلا با ابن زیاد بیعت کرد و با کاروان شمر به کربلا رفت. در روز عاشورا او فرمانده لشکر پیاده عمر بن سعد بود.

## زندگی
شبث در دوران جاهلیت فردی سرشناس به‌شمار می‌رفت. وی در زمان پیامبر اسلام مسلمان شد اما از صحابی وی نبود. گفته شده پس از مرگ پیامبر اسلام، مرتد شد و مؤذن سجاح گردید و پس از آن دوباره جایگاه سابق خود در مسلمانان یافت. در عهد عثمان او را حامی خلیفه دانسته‌اند یا اینکه گفته شده او از جمله شورشیان بر خلیفه بود و به‌دنبال آن از اقدام خود پشیمان شد.
سپس از صحابی علی بن ابی‌طالب شد و در جنگ‌ها در سپاه علی نقش بسیار داشت اما در جنگ نهروان پا پس کشید و به خوارج پیوست اما در جنگ شرکت نکرد.
مورخان شیعه وی را در زمان خلافت کوتاه حسن بن علی از یاران سست‌ عنصری بشمار می‌آورند که پس از صلح حسن بن علی به سمت معاویه رفت.

## شبث در واقعهٔ عاشورا
شبث در واقعه عاشورا از کسانی بود که به حسین بن علی نامه نوشتند و او را به کوفه دعوت کردند. اما او با روی کار آمدن عبیدالله بن زیاد در کوفه به سمت وی رفت و با مسلم بن عقیل دشمنی کرد. او که تا روز پنجم مُحرم از رفتن به کربلا طفره می‌رفت، مجبور به شرکت در نبرد کربلا شد، در روز عاشورا که فرمانده نیروهای پیاده لشکر شمر بود، حسین بن علی در اولین سخنرانی خود از او و دیگر سران کوفه نام برد و نامه نوشتن و دعوتشان را یادآوری کرد.
وی در نبرد کربلا زیرکانه عمل کرد و از رویارویی مستقیم با حسین و یارانش پرهیز کرد تا جایگاه خود را در آینده به خطر نیندازد. از جمله اینکه پس از قتل مسلم بن عوسجه از شخصیت وی تمجید کرد.

## قیام مختار
پس از اعزام ابراهیم بن مالک اشتر نخعی به ستیز با شام از کسانی بود که با مختار رو در رو شد اما بنا به تغییر اوضاع از کار خود منصرف شد. مختار که به قلع و قمع قاتلین حسین مشغول شد او را نیز تعقیب کرد که شبث به بصره نزد مصعب بن زبیر فرار کرد.
دو نقل متفاوت بعد از این درمورد او وجود دارد. نقل اول این است که در هنگام جنگ مختار با مصعب، در حالی که حکم امارت بصره را از آل زبیر گرفته بود به دست عبیدالله بن حر، یار خودی، کشته شد. نقل دوم بر آن است که او پس از پیوستن به سپاه مصعب بن زبیر، در جنگ با مختار شرکت کرده و در کشته شدن مختار توسط مصعب حضور داشت. سپس با غلبه حجاج بن یوسف (فرمانروای مروانیان) بر آل زبیر در کوفه او به مروانیان پیوست.

## مرگ
شبث بعد از فرار از کوفه به بصره با مُصعَب بن زبیر بیعت کرد. شبث در جنگ مصعب با مختار شرکت کرد که توانست حکم عمارت بصره را از مصعب بگیرد و سرانجام در همین جنگ به دست عبیدالله بن حر که یکی از فرماندهان زبیری بود کشته شد.
به نقلی دیگر، شبث پس از غلبهٔ حجاج بن یوسف بر مصعب بن زبیر، به سمت مروانیان رفت و سرانجام به هنگام حکومت حجاج بن یوسف به سال ۸۰ قمری با بیش از ۱۰۰ سال عمر در کوفه درگذشت.